# The World According to Pablo
The World According to Pablo är gruppen Billie the Vision & the Dancers andra musikalbum. Det utkom 2005.

## Låtlista
1. "I'm Pablo" - 2:55
2. "Nightmares" - 3:15
3. "A Man from Argentina" - 3:16
4. "One More Full Length Record" - 2:37
5. "Go to Hell" - 2:53
6. "Come on Baby" - 2:40
7. "I Let Someone Else In" - 2:26
8. "Ghost" - 2:10
9. "Still Be Friends" - 2:17
10. "Vamos a besarnos" - 2:58
11. "Goodnight Sweetheart" - 2:27